# Leucania haywardi
Leucania haywardi là một loài bướm đêm trong họ Noctuidae.